# Samuel Ludwig Schnell
Samuel Ludwig Schnell (getauft am 7. Mai 1775 in Burgdorf BE; † 3. Januar 1849 in Bern) war ein Schweizer Jurist.

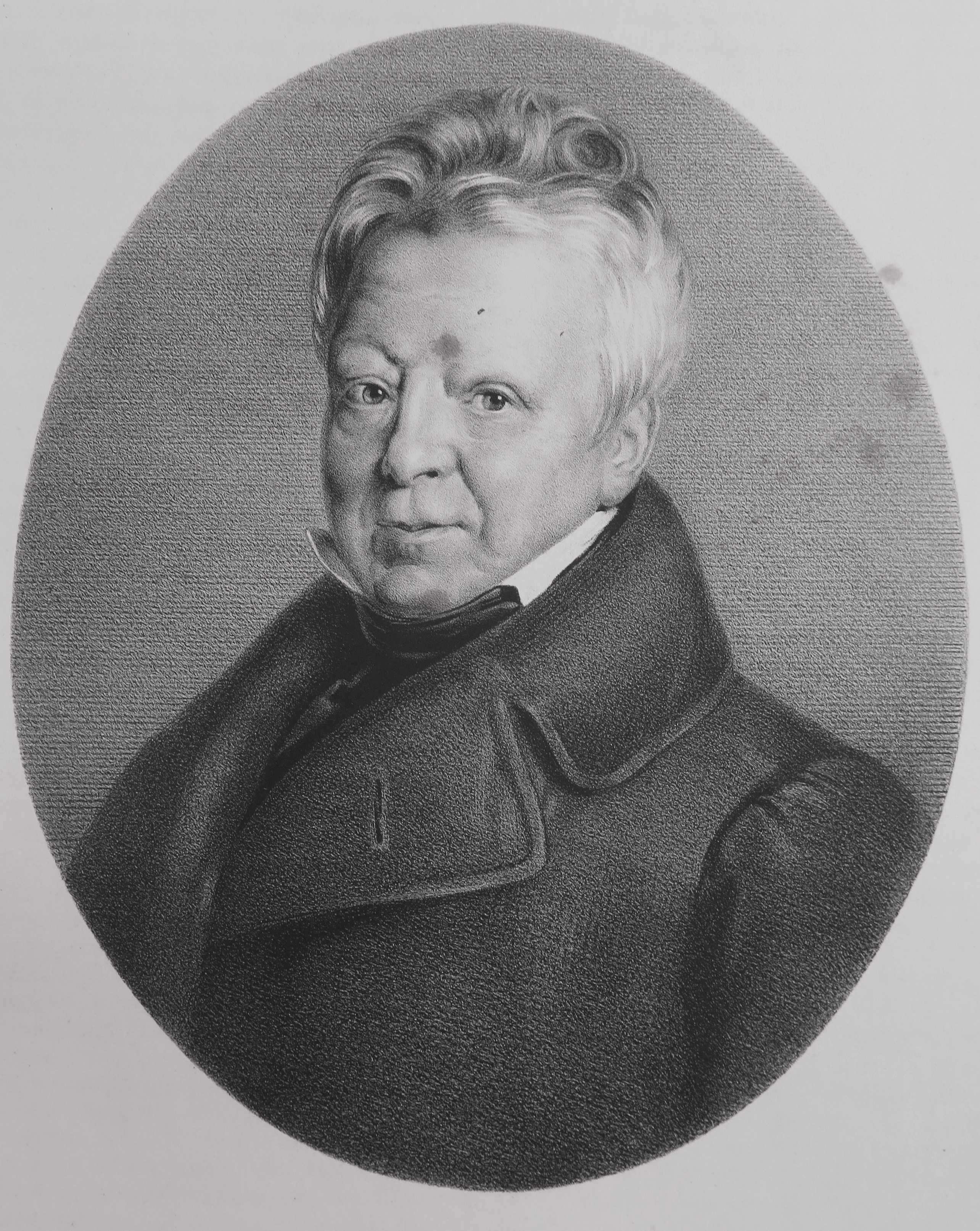
Samuel Ludwig Schnell

Schnell war Rechtsprofessor an der Universität Bern und Mitglied des Obersten helvetischen Gerichts. Mit dem 1826–1831 in Kraft gesetzten Civilgesetzbuch für den Canton Bern schuf er die erste kantonale Privatrechtskodifikation in der deutschen Schweiz.